# Лендавське Гориці
Лендавське Гориці (словен. Lendavske Gorice) — поселення в общині Лендава, Помурський регіон, Словенія. Висота над рівнем моря: 280,2 м.